# Ган, Юхан Готлиб
Юхан (Йохан, Иоганн) Готлиб Ган (швед. Johan Gottlieb Gahn) (19 августа 1745 — 8 декабря 1818) — шведский химик и минералог. Первым получил металлический марганец (1774) и изучил его свойства.

## Биография
Юхан Готлиб Ган родился 19 августа 1745 года в Вокснабрюке — небольшом городке на юге Хельсингланда (Швеция) в семье Ганса Якоба Гана и Анны-Марии Шульц. Братом Ю. Гана является известный врач Хенрик Ган (в честь него Г. Фостер назвал род Gahnia семейства Осоковых).
Юхан Ган учился в Уппсальском университете (1762—1770), где познакомился с минералогом Торберном Бергманом и химиком Карлом Шееле.
В 1769 Юхан Ган был первым, кто обнаружил, что в костях содержится фосфор (1771 году его друг К. Шееле доказал, что кости в основном состоят из фосфата кальция). Также он предложил способ получения фосфора из костной золы за счёт обработки её серной кислотой и восстановлением получившихся кислых фосфатов углём при нагревании.
В 1770 году поселился в городе Фалун, где внёс ряд улучшений в производство выплавки меди. Кроме того, принимал участие в создании заводов, производящих купорос, серу и красную краску.
В 1774 году К. Шееле показал, что в руде пиролюзита содержится неизвестный металл и послал образцы руды Ю. Гану. Ган, нагревая в печке пиролюзит с углём, первым получил металлический марганец.
В том же 1774 году К. Шееле и Ю. Готлиб открыли оксид бария, который сочли новым химическим элементом и дали ему название барит (от греч. βαρύς — тяжёлый). Когда в 1808 году английский химик Г. Дэви выделил металлический барий, название барит осталось за минералом, а новый элемент получил имя барий.
В 1784 году Ган был избран членом Шведской королевской академии наук. Скончался в Фалуне 8 декабря 1818 года.